# Oncideres ochreostillata
Oncideres ochreostillata là một loài bọ cánh cứng trong họ Cerambycidae.